# Destiny 2
Destiny 2 é um jogo eletrônico de tiro em primeira pessoa online desenvolvido pela Bungie e publicado pela Activision. Foi lançado para PlayStation 4 e Xbox One em 6 de setembro de 2017, seguido por uma versão para Microsoft Windows no mês seguinte. É a continuação de Destiny (2014) e de suas expansões subsequentes. Situado em um mundo de "ficção científica mítica", o jogo apresenta um ambiente multiplayer de  "mundo compartilhado" com elementos de RPG. Como no original, as atividades no Destiny 2 são divididas entre os tipos de jogo jogador contra ambiente (PvE) e jogador contra jogador (PvP). Além das missões normais da história, o PvE apresenta "strikes" de três jogadores e raids de seis jogadores. Um modo de patrulha livre também está disponível para cada planeta e apresenta eventos públicos, bem como novas atividades não apresentadas no original. Essas novas atividades tem ênfase na exploração dos planetas e interações com personagens não jogáveis (NPCs); o Destiny original só apresentava NPCs em espaços sociais. O PvP possui modos baseados em objetivos, assim como modos tradicionais de jogo mata-mata.
Os jogadores assumem o papel de um Guardião, protetores da última cidade segura da Terra, enquanto exercem um poder chamado Luz para proteger a Última Cidade de diferentes raças alienígenas. Uma dessas raças, a Cabal, liderada pelo senhor da guerra Dominus Ghaul, se infiltra na Última Cidade e retira todos os Guardiões da Luz. O jogador parte em uma jornada para recuperar sua Luz e encontrar uma maneira de derrotar Ghaul e seu exército da Legião Vermelha e recuperar a última cidade. Como o Destiny original, o jogo apresenta pacotes de expansão que promovem a história e adicionam novos conteúdos e missões. O primeiro ano de Destiny 2 apresentou duas pequenas expansões, Curse of Osiris em dezembro de 2017 e Warmind em maio de 2018. Uma terceira grande expansão, Forsaken, foi lançada em setembro de 2018, começando o segundo ano com uma reformulação na jogabilidade. O jogo base e as três primeiras expansões foram empacotados em Destiny 2: Forsaken Legendary Collection.
Após o seu lançamento, Destiny 2 recebeu críticas favoráveis dos críticos. O jogo recebeu elogios por suas muitas melhorias em relação ao seu antecessor. O Destiny original recebeu muitas críticas por sua história, mas o Destiny 2 foi elogiado por ter uma "história mais robusta" e um verdadeiro vilão em carne e osso. Como no original, a jogabilidade na maior parte também foi altamente elogiada. As críticas foram divididas sobre a recategorização das armas e as atividades mais recentes, como os Setores de Aventuras e Perdidos, mas o elogio foi unânime na exploração do mundo do jogo. Mudanças no PvP foram bem recebidas por alguns críticos, embora outras tenham sido críticas para o modo que faltava à escolha do jogador. Destiny 2 foi indicado e ganhou vários prêmios, como no The Game Awards 2017 e no Game Critics Awards.